# Dany El-Idrissi
Dany El-Idrissi (* 6. August 1975 in La Chaux-de-Fonds) ist ein ehemaliger Schweizer Leichtathlet. Seine Spezialdisziplin war der Stabhochsprung. Er war zweimal Schweizer Vizemeister und Mitglied im Nationalteam.

## Sport
El-Idrissi startete für den LC Zürich und wurde von Anatoly Gordyenko und Peter Keller trainiert.
Mit 15 Jahren gewann er in der den ersten Schweizer-Meister-Titel im Stabhochsprung in der Kategorie Jugend B. Den ersten internationalen Auftritt hatte er mit 17 Jahren, als er mit einer Höhe 4,60 m einen Wettkampf in Österreich gewann. Dank dieses Sieges konnte er am U23-Länderkampf in Belgien teilnehmen und belegte dort den 3. Rang.
Mit einer Höhe von 5,00 m erreichte er 1999 und 2003 mit dem 2. Rang der Schweizer Meisterschaften seine grössten Erfolge. Seine persönliche Bestleistung mit 5,10 m sprang er im Juli 2002 bei einem Wettkampf in Bern. 1998, 2001 und 2003 belegte er zudem den 3. Platz bei den Schweizer Hallenmeisterschaften.
Er war Mitglied der Schweizer Nationalmannschaft. Bei zwei internationalen Wettkämpfen im Jahre 2001 erreicht El-Idrissi mit einer Höhe von 4,80 m in Mulhouse den 1. Rang und in Thum den 2. Rang. 2002 erreichte er mit 5,00 m beim Amsterdam Open den 2. Rang. Von 2002 bis 2005 erreichte er zudem bei internationalen Wettkämpfen mehrmals den 3. Rang.
Am 16. Mai 2007 gab El-Idrissi seinen Rücktritt vom Spitzensport bekannt.

## Ausbildung
El-Idrissi machte eine KV-Lehre beim Bieler Tagblatt. Später besuchte er die Managementfachschule BPIH. Er ist Sportmanager ZHW.

## Beruf
El-Idrissi trat bei der ARD-Sendung Herzblatt auf. Er absolvierte die Schauspielschule Vera Forster in Zürich und schloss 2006 erfolgreich ab. Er arbeitet unter dem Künstlernamen Daniel Olivier. Im selben Jahr gewann er die Veet for Men Wahl zum attraktivsten Sportler 2006 und erhielt einen Modelvertrag und bewarb sich in einer Castingshow als Moderator beim SRF-Boulevardmagazin glanz & gloria. Er spielte 2010 im Kinofilm Der grosse Kater an der Seite von Bruno Ganz und 2019 im Film Das Los (engl. A Tangled Web).
El-Idrissi arbeitete u.a. bei ABB, als Redakteur und Produzent bei Teleclub Sport in Zürich und als Sales Representive für Nike Schweiz. Ab 2014 war er im Management des HC Lugano für das Marketing zuständig. 2018 und 2019 verfasste er Zeitungsartikel über Schweizer Stabhochsprunganlässe. Ab 2022 arbeitete er für Salomon.

## Privates
El-Idrissi ist der Bruder des ehemaligen 400-Meter-Hürdenläufers Cédric El-Idrissi.